# EMMI
EMMI（Extended Multi-Media Instructions）是Cyrix公司所研發的指令集，並用於6x86MX、MII等處理器中，它以MMX指令集為基礎進行擴展延伸，為其多增了13個新指令，好讓多媒體應用的運算更強效快速。EMMI指令集的功效預設是不開啟，需要BIOS或軟體的配合才能將其發揮使用。此外，EMMI一直沒有太多軟體開發者、開發商的認同與支援，但是Intel的SSE指令集確實與EMMI指令集共用部分運算碼（OP Code）。除了6x86MX/MII之外，此後也沒有其他處理器支援EMMI指令集。
EMMI指令集如下：
- paddsiw
- paveb
- pdistib
- pmachriw
- pmagw
- pmagw
- pmulhrw
- pmulhriw
- pmvzb
- pmvnzb
- pmvlzb
- pmvgezb
- psubsiw